# Atlapetes albinucha
Atlapetes albinucha là một loài chim trong họ Emberizidae.